# 革命細胞
革命細胞（独: Revolutionäre Zellen、通称: RZ）とは、1973年に西ドイツのフランクフルトで結成された極左テロ組織である。反帝国主義、反シオニズムなどを掲げ、西ドイツの政府機関や駐留米軍を標的に様々なテロ活動を行なった。

## 時代背景
1968年の西ドイツでは、ベトナム戦争に反対する学生運動が過激化し、次第に暴力的な争いに発展していた。そうした政治状況などを背景に、社会の変革のためには武装闘争やテロもやむを得ないと考える極左的な過激派組織が形成されていった。

### 組織の構図
「革命細胞」(RZ) は、同じく極左組織のドイツ赤軍（バーダー・マインホフ・グルッペ）とは異なり、確固とした組織や中枢は持たず数名からなる「細胞」が緩やかにつながることで捜査を困難にしていた。また会社員など社会の構成員となったまま破壊活動を行っていたことも、メンバーが地下に潜り破壊活動に専念していたドイツ赤軍とは異なっていた。

### PFLPとの関係
パレスチナ解放人民戦線 (PFLP) と共闘関係を持ち、彼らと合同でテロを行うことが多かった。

### 他国からの支援
武器及び資金などは、東ドイツのシュタージやハンガリーの諜報機関、シリアの空軍情報部などから出ていたと考えられている。

## 主なテロ活動
- 1975年1月、フランスのオルリー空港でイスラエルのエル・アル航空機を襲撃。
- 1975年12月、ベネズエラの国際テロリスト「カルロス」及びPFLPのメンバーと共にオーストリアの首都ウィーンにあるOPEC本部を襲撃。
- 1976年6月、PFLPのゲリラと共同でエールフランス機を乗っ取りウガンダのエンテベ空港に着陸するが、イスラエル国防軍の救出作戦により、RZのメンバー2名を含めゲリラ全員が射殺される（エンテベ空港奇襲作戦）。